# 1890
- Wikisource

| Calendário gregoriano                                                        | 1890 MDCCCXC                        |
| Ab urbe condita                                                              | 2643                                |
| Calendário arménio                                                           | 1339 – 1340                         |
| Calendário bahá'í                                                            | 46 – 47                             |
| Calendário budista                                                           | 2434                                |
| Calendário chinês                                                            | 4586 – 4587 Início a 21 de janeiro  |
| Calendário copta                                                             | 1606 – 1607                         |
| Calendário etíope                                                            | 1882 – 1883                         |
| Calendários hindus - Vikram Samvat - Calendário nacional indiano - Cáli Iuga | 1945 – 1946 1811 – 1812 4990 – 4991 |
| Calendário Holoceno                                                          | 11890                               |
| Calendário islâmico                                                          | 1308 – 1309                         |
| Calendário judaico                                                           | 5650 – 5651                         |
| Calendário persa                                                             | 1268 – 1269 Início a 21 de março    |
| Calendário rúnico                                                            | 2140                                |
| Calendário solar tailandês                                                   | 2433                                |

1890 (MDCCCXC, na numeração romana) foi um ano comum do século XIX do actual Calendário Gregoriano, da Era de Cristo, e a sua letra dominical foi E (52 semanas), teve início a uma quarta-feira e terminou também a uma quarta-feira.
| Ano completo                        |
| ----------------------------------- |
| Ano comum com início à quarta-feira |

## Eventos
- Albert Einstein forma-se em Física e Matemáticas na Politécnica de Zurique e adota a nacionalidade suíça.
- Os abades Mermet e Bouly inventam o termo Radiestesia.
- Construção do Chafariz das Cinco Ribeiras, freguesia das Cinco Ribeiras, concelho de Angra do Heroísmo.
- Aclamação do rei D. Carlos I de Portugal em Angra do Heroísmo.
- Colocação de um órgão de tubos construído na ilha do Faial, por Manuel de Serpa da Silva na Ermida de Nossa Senhora do Socorro dos Biscoitos, Calheta, ilha de São Jorge.
- Monkeyshines, No. 1, dirigido por William K.L. Dickson e William Heise, torna-se o primeiro filme estadunidense.

### Janeiro
- 1 de janeiro — Inicia-se a colonização da Eritreia pelo governo italiano.
- 7 de janeiro — Oficializada a separação entre a Igreja e o Estado no Brasil. Por um decreto de Deodoro, o país deixou de ser oficialmente católico, apesar de o catolicismo ser professado pela quase totalidade do povo brasileiro, na época.

### Fevereiro
- 1 de fevereiro — Executado pela primeira vez em público, num sarau lisboeta, A Portuguesa, que se tornaria no hino nacional português em 1911.
- 4 de fevereiro - Fundação da cidade de Humaitá (Amazonas).
- 11 de fevereiro - Fundação da cidade de Araucária (Paraná).
- 24 de fevereiro - A cidade de Chicago é escolhida para sediar a Exposição Universal de 1893.

### Junho
- 27 de junho - Decreto nº 123 cria o distrito de Recreio, no município de Leopoldina, MG.
- 10 de junho - Fundação da cidade de Sumidouro, no Estado do Rio de Janeiro.
- 12 de junho - Emancipação do município de Simão Dias - Sergipe.
- 26 de junho - Fundação da cidade de Monte Santo de Minas.

### Julho
- 1º de julho - Fundação da Associação Comercial do Paraná, a terceira entidade desta categoria criada no Brasil.[1]
- 3 de julho - Idaho torna-se o 43º estado norte-americano.
- 5 de julho - Luís Gomes - Rio Grande do Norte é elevada a categoria de cidade.
- 10 de julho - Wyoming torna-se o 44º estado norte-americano.

### Agosto
- 23 de agosto - Fundação da Bovespa (atual B3), uma das mais importantes bolsas de valores da América Latina.

### Outubro
- 19 de outubro - Fundação da cidade de Ijuí, no Estado do Rio Grande do Sul.
- 22 de outubro - Fundação da cidade de Boca do Acre, no Estado do Amazonas.

- 28 de outubro - Fundação da cidade de Itaocara, no Estado do Rio de Janeiro.

### Dezembro
- 1 de dezembro - Fundação da Sociedade União Musical Alenquerense.
- 29 de dezembro - Massacre de Wounded Knee na Dakota do Sul, EUA.
- 30 de dezembro fundação da cidade de Cariacica no estado do Espírito Santo.

## Nascimentos
- 9 de fevereiro - Carolina Nabuco, escritora brasileira, filha de Joaquim Nabuco; (m. 1981).
- 24 de fevereiro - Marjorie Main, atriz e cantora americana (m. 1975).
- 11 de março - Vannevar Bush, engenheiro, inventor e político estado-unidense (m. 1974).
- 31 de março - Mário Augusto Teixeira de Freitas, estatístico e advogado brasileiro (m. 1956).
- 6 de abril - Serafim Leite, jesuíta português, historiador (m. 1969).
- 20 de abril - Adolf Schärf, político ex-presidente da Áustria (m. 1965).
- 10 de maio - Alfred Jodl, general alemão, integrante da cúpula do governo nazista (m. 1946).
- 21 de junho - Frank Sherman Land, fundador da Ordem DeMolay (m. 1959).
- 24 de junho - Milunka Savić, Heroina de guerra Sérvia e mulher mais condecorada da História militar (m. 1973)
- 26 de junho - Álvaro Salvação Barreto, ex-presidente da Câmara Municipal de Lisboa (m. 1975).
- 27 de Junho - Roberto Urdaneta Arbeláez, ex-presidente da Colômbia (m. 1972).
- 29 de junho - Afonso Frederico Schmidt, escritor e jornalista do Brasil (m. 1964)
- 18 de julho - Abílio Garcia de Carvalho, médico e político português, morreu em 31 de Janeiro de 1941.
- 20 de julho - Verna Felton, atriz norte-americana, morreu em 14 de Dezembro de 1966.
- 22 de julho - Rose Kennedy, matriarca da Família Kennedy em Boston.
- 23 de julho - Julio Ugarte y Ugarte, filósofo e mestre espiritual da Igreja Cristã Primitiva - Doutrina da Obediência a Deus (m. 1949).
- 20 de agosto - Howard Phillips Lovecraft, escritor americano que revolucionou o gênero de terror (m. 1937).
- 9 de setembro - Harland David Sanders, o Coronel Sanders, fundador da Kentucky Fried Chicken (KFC) (m. 1980).
- 10 de setembro - Elsa Schiaparelli , Estilista Italiana (m. 1973).
- 15 de setembro - Agatha Christie, escritora inglesa conhecida como "A Dama da Morte" (m. 1976).
- 1 de outubro - José Nicolau Nunes de Oliveira, ex-governador de Moçambique (m. 1954).
- 3 de outubro - Emilio Portes Gil, presidente interino do México de 1928 a 1930 (m. 1978).
- 4 de outubro - Alan L. Hart, médico, radiologista, pesquisador de tuberculose, escritor e romancista americano (m. 1962).
- 9 de outubro - Aimee McPherson, fundadora da Igreja do Evangelho Quadrangular nos Estados Unidos (m. 1944).
- 14 de outubro - Dwight D. Eisenhower, 34º Presidente dos Estados Unidos (m. 1969).
- 24 de outubro - Maria do Couto Maia-Lopes, supercentenária portuguesa (m. 2005).
- 16 de novembro - Elpidio Quirino, ex-presidente das Filipinas (m. 1956).
- 22 de novembro - Charles de Gaulle, estadista francês (m. 1970).
- 1 de dezembro — Etta McDaniel, atriz americana (m. 1946).
- 30 de dezembro - Adolfo Ruiz Cortines, ex-presidente do México (m. 1973).
- Néstor Guillén Olmos, presidente da Bolívia em 1946 (m. 1966).
- Abigail Soares de Souza, educadora e jornalista brasileira.

## Mortes
- 11 de abril - Joseph Merrick, mais conhecido como "Homem-Elefante", portador da síndrome de Proteus (n. 1862)
- 29 de julho - Vincent van Gogh, pintor neerlandês (n. 1853)
- 26 de dezembro - Heinrich Schliemann, arqueólogo alemão, descobridor de Troia (n. 1822)
- 15 de dezembro - António Ribeiro Saraiva, embaixador, jornalista e político português (n. 1800).

## Por tema
- 1890 na arte
- 1890 no Brasil
- 1890 na ciência
- 1890 no cinema
- 1890 no desporto
- 1890 na literatura
- 1890 na música
- 1890 na política
- 1890 na televisão